# جزيرة باطن
جزيرة باطن هي جزيرة تقع في نهر الدانوب في بلغاريا. تقع بالقرب من قرية باتين البلغارية.